# شجرة ميركل

مثال على شجرة تلبيد ثنائية. التلبيد ٠-٠ و ١-٠ هي قيم تلبيد كتل البيانات L1 و L2 ، على التوالي، والتلبيد 0 هو تلبيد سلسلة تلبيد ٠-٠ و ٠-١.

في علم علم التعمية وعلوم الحاسوب، تعتبر شجرة ميركل  أو شجرة التلبيد عبارة عن شجرة تُسمَّى كل "ورقة" (أو عقدة) بدالة تلبيد تعموية لكتلة البيانات، وكل عقدة ليست ورقة (تسمى فرع، عقدة داخلية، أو inode) مع دالة تلبيد التشفير لتسميات العقد الفرعية الخاصة بها. تسمح شجرة التلبيد بالتحقق الفعال والآمن من محتويات بنية البيانات الكبيرة. شجرة التلبيد هي تعميم لقائمة التلبيد وسلسلة التلبيد.
لإثبات أن العقدة الورقية جزء من شجرة تلبيد ثنائية معينة يتوجب حساب عدد من دالات التلبيد المتناسبة مع لوغاريتم عدد العقد الورقية في الشجرة. على العكس من ذلك، في قائمة التلبيد، يتناسب الرقم مع عدد العقد الورقية نفسها. وبالتالي، فإن شجرة ميركل هي مثال فعال على مخطط التزام التشفير، حيث يُنظر إلى جذر الشجرة على أنه التزام ويمكن الكشف عن العقد الورقية وإثبات أنها جزء من الالتزام الأصلي.[بحاجة لمصدر]
سُمِّيت شجرة التلبيد على اسم رالف ميركل، الذي حصل على براءة اختراع للمفهوم عام 1979.

## الاستخدامات
يمكن استخدام أشجار التلبيد للتحقق من أي نوع من البيانات المخزنة والتعامل معها ونقلها بين أجهزة الكمبيوتر. يمكنهم المساعدة في ضمان تلقي بلوكات (كتل) البيانات المستلمة من أقران آخرين في شبكة ند للند دون تلف ودون تغيير، وحتى التحقق من أن النظراء الآخرين لا يكذبون ويرسلون بلوكات مزيفة.
يتبنى تطبيق بيتكوين الأولي لأشجار ميركل الذي صممه ساتوشي ناكاموتو خطوة الضغط لوظيفة التلبيد إلى درجة مفرطة، والتي يتم تخفيفها باستخدام تقنية تعرف بـ أشجار ميركل سريعة.